# Râul Valea Stânei, Pecineaga
Râul Valea Stânei este un curs de apă, afluent al râului Pecineaga. 

## Hărți
- Harta Județului Buzău